# Романовка (Унгенський район)
Романовка (рум. Romanovca) — село в Унгенському районі Молдови. Адміністративно підпорядковане місту Корнешти.

## Населення
За даними перепису населення 2004 року у селі проживали 503 особи.
Національний склад населення села:
| Національність   | Кількість осіб | Відсоток   |
| ---------------- | -------------- | ---------- |
| молдавани румуни | 427 1          | 84,9% 0,2% |
| українці         | 74             | 14,7%      |
| росіяни          | 1              | 0,2%       |
| Всього           | 503            | 100%       |